# Педру I (маніконго)
Педру I (порт. Pedro I) або Нканґа-а-Мвемба (кон. Nkanga a Mwemba; 1478–1566) — сьомий маніконго центральноафриканського королівства Конго.

## Біографія
Був сином і спадкоємцем короля Афонсу I. Успадкував трон після смерті батька 1543 року. Його правління виявилось коротким, оскільки вже за два роки його було повалено в результаті змови на чолі з його племінником Нкумбі-а-Мпуді.
Педру, який мав багато друзів серед місцевої знаті та серед впливових португальців, намагався повернути собі владу, проте особливих успіхів не мав.